# Petr Pála
Petr Pála (Praga, 2 d'octubre de 1975) és un tennista retirat i entrenador de tennis txec.